# Ivo Fleischmann
Ivo Fleischmann (21. června 1921 Praha – 7. července 1997 Paříž, Francie) byl český básník, spisovatel, překladatel, literární historik a diplomat, působící ve Francii. V roce 1969 byl odvolán z funkce a vystoupil z diplomatických služeb. Ve Francii požádal o politický azyl. Patří mezi zakladatele deníku i nakladatelství Mladá Fronta. Je znám svými překlady z anglického, francouzského a italského jazyka. V rámci odborné literárně-historické práce zpracoval přibližně dvě stě hesel z české a slovenské literatury do francouzských encyklopedií. Byl redaktorem rádia Svobodná Evropa. Svými příspěvky a kulturně-politickými úvahami přispíval do československých periodik (Pestrý týden, Tvorba, Literární noviny, Mladá fronta). Publikoval také v exilovém časopisu Svědectví nebo Listy.

## Životopis
Ivo Fleischmann se narodil 21. června 1921 do rodiny advokáta v Praze. Otec si přál, aby studoval na francouzském gymnáziu. Po jeho zrušení Ivo maturoval na reálném gymnáziu v Praze roku 1940. Během válečných let pracoval v truhlářské dílně. Zapojil se také do protifašistického odboje.
Počátkem května roku 1945 se spolu s Jaromírem Hořcem, Františkem Listopadem a Janem Grossmanem podílel na založení deníku Mladá fronta a následně vydavatelství Mladá Fronta. V roce 1946 se oženil se Stašou, dcerou překladatelky Staši Jílovské a Rudolfa Jílovského. Ivo Fleischmann byl jmenován československým kulturním atašé na velvyslanectví ve Francii. Mladí manželé se odstěhovali do Francie. Seznámili se s osobnostmi, z nichž někteří se stali jejich blízkými přáteli, například Louis Aragon s manželkou, Paul Éluard, Tristan Tzara, Roger Vailland, Jean-Paul Sartre, Pierre Emmanuel, Gérard Philipe nebo Simone Signoretová a další. Po válce se kulturní styky mezi Francií a Československem za přispění také Ivo Fleischmanna výrazně rozvíjely. Například v létě roku 1946 se s malířem Josefem Šímou podílel na úspěšné pařížské výstavě mladých pražských výtvarníků. Manželé bydleli v bytě na rue Bassano blízko Champs-Elysées. Zde se zastavovali přátelé jako například Jiří Voskovec nebo básník František Listopad, pro něž byla Paříž jednou z etap cesty do exilu.
Starší syn Petr, pozdější novinář a spisovatel, se narodil 15. června 1949 v Boulogne-Billancourt, na předměstí Paříže. Mladší syn Michel se narodil po návratu do Prahy v roce 1952.
V roce 1950 po odvolání Ivo Fleischmana z funkce, se vrátili manželé do Československa. Poté působil pět let na ministerstvu kultury, kde se stal v roce 1955 vedoucím oddělení pro kulturní styky se zahraničím. Od roku 1956 pracoval jako redaktor Literárních novin.

### Kulturní atašé
Koncem padesátých let dvacátého století začala chybět koncepce československo-francouzských kulturních styků. Na přípravě materiálu nazvaného Kulturní styky Československa s Francií a schváleného Ministerstvem školství a kultury 17. března 1960 se podílel vedle dalších osobností také Ivo Fleischmann. Materiál byl následně přepracován a schválen jako Dlouhodobá koncepce Ministerstva školství a kultury pro provádění kulturních styků s Francií dne 30. ledna1961. V období Pražského jara docházelo k významnému rozvolňování československo-francouzských kulturních vztahů a vzájemná kulturní výměna narůstala. Vytvoření nové koncepce, která by reagovala na politické změny se zdálo nutností. Podkladem měly být mimo jiné také podněty, přicházející ze zastupitelského úřadu v Paříži. Od roku 1964 zde působil v obnovené funkce kulturního rady Ivo Fleischmann. Jako kulturní rada znovu navazoval staré styky a známosti s osobnostmi francouzského kulturního světa. Svými zprávami a podklady se snažil o aktualizaci a rozvoj kulturních styků. K vytvoření nové koncepce však vzhledem k politickému vývoji, který vyvrcholil invazí vojsk Varšavské smlouvy do Československa, nedošlo.
Na podzim roku 1969 byl Fleischmann odvolán z funkce. To byl i konec nadějí, že se uskuteční rozsáhlá výstava o dějinách české kultury ve výstavních prostorách Grand Palais v Paříži, kterou plánoval. V témže roce vystoupil z diplomatických služeb a požádal o politický azyl ve Francii.

### Život v exilu
Rodina strávila první exilovou zimu v zahradním domku u Paříže. Fotografka Staša Fleischmanová si vydělávala jako administrativní pracovnice. Její manžel byl redaktorem v rádiu Svobodná Evropa, spolupracoval s deníkem Le Monde atd. Stal se profesorem v Institutu national des langues et civilisations orientales. Pracoval také jako vedoucí vědecký pracovník ve výzkumném centru Centre national de la recherche scientifique. Zabýval se především českou literaturou, kterou se snažil propagovat v tisku a encyklopediích. Od roku 1986 se věnoval výhradně literární práci.
Rodina se vrátila do Československa po listopadu 1989. Ivo Fleischmann zemřel v Paříži 7. července 1997.

## Dílo
Ivo Fleischmann své básně, kulturně-politické úvahy a překlady uveřejňoval v časopise Pestrý týden, v literárně-kritické revue Kritický měsíčník, Generaci, Kytici, Novém životě, Mladé frontě, Tvorbě, Kultuře, Literárních novinách, nebo Plameni. Publikoval také v exilovém politickém a literárním čtvrtletníku Svědectví.

### Básně
Patřil mezi intelektuálně založené básníky. Jeho tvorba prošla vývojem a proměnami. První verše z let 1939– 1942, psané pod vlivem Reinera Marii Rilkeho, byly vydány ve sbírce Sad (1946). V Československu vyšly jeho další básně a sbírky, například Sevřená oblaka (1946), Píseň o růži (1948), Píseň velikého jara (1953). V roce 1956 vyšel jeho lyrický deník-fejeton Cestopis, který reagoval na cesty po Francie, Itálii a do Alžíru. Ve sbírce Město, ty a já (1958) se vracel k období okupace. V básních, psaných volným veršem hledal nezpochybnitelné jistoty světa – Naše láska zítra (1960), Smrt a zrození mladého muže a jiné příběhy (1964).

### Exilová tvorba
Světovou literaturou se zabýval ve Svědectví a Listech. Psal do pařížských periodik jako Esprit, Le Monde, Revue des études slaves a Vagabondage. Zde v roce 1978 vyšla Fleischmannova vzpomínková esej Boris Pasternak. Česky byla vydána roku 1997 jako Boris Pasternak. Analýza jedné návštěvy. Posmrtně, v roce 1997 vyšly v Listech ukázky z jeho pamětí Jedinec v širém světě.
O české a slovenské literatuře zpracoval přibližně dvě stě hesel pro encyklopedie „Encyclopédie Larousse“ a „Encyclopedia Universalis“. Jeho texty byly také vydány v samizdatových sbornících Dialog s časem (Česká expedice,1986) a Bylo nebylo (Česká expedice, 1991). Používal zkratku if.
V období exilu se vedle odborné literárně-historické práce věnoval také próze. Francouzky napsal dva romány. Příběh dospívání chlapce, na pozadí Prahy přelomu třicátých a čtyřicátých let dvacátého století, zachytil v knize Arcanes aux cent tours (1983). Období od války přes normalizaci až do sedmdesátých let je zobrazeno v příběhu Histoire de Jean (1986).

### Překlady
Překládal z anglického, francouzského a italského jazyka, především poezii a drama.
- A. V. Karaganov, A. M. Jegolin, Vítězná kultura (1945), kolektivní překlad
- Nikolaj Semenovič Tichonov, Kirov jde s námi (1945)
- Tristan Tzara, Slunná silnice samá radost (1946), s Adolfem Kroupou
- Vladimir Vladimirovič Majakovskij, Verlaine a Cézanne (1948)
- Jean Anouilh, Antigona (1948)
- Pablo Neruda, Básně (1952), kolektivní překlad
- Roger Vailland, Doznání plukovníka Fostera (1953)
- Louis Aragon, Komunisté (1954), s Antonínem Jaroslavem Liehmem
- Italská renesanční lyrika (1954), kolektivní překlad
- O literatuře (1956), kolektivní překlad
- Louis Aragon, Karty na stůl (1961), kolektivní překlad
- Vladimír Pozner, Vzpomínky na Gorkého (1958)
- Jacques Prévert, Jen tak (1958), kolektivní překlad
- Oskar Wilde, Salome (1959)
- Pierre Courtade, Okolnosti (1960), s Luďkem Kárlem
- Louis Aragon, Karty na stůl (1961), kolektivní překlad
- Artur London, Španělsko, Španělsko (1963) kolektivní překlad
- Artur London, Doznání (1969, 1990)[10]

### Antologie (výběr z literárních děl)
- Bránili svou zem (1945)
- Italská renesanční lyrika (1954, 1955, 1956) – výběr typických ukázek italské renesanční lyriky, kolektivní překlad
- Jacques Prévert, Jen tak (1958), kolektivní překlad
- Oscar Wilde, Salome (2000), společně s Jiřím Zdenkem Novákem[11]

Příspěvky Ivo Fleischmanna lze nalézt v řadě sborníků, katalogů i almanachů. Je možné jmenovat katalog malíře Josefa Šímy– Topičův salon z roku 1947, Básnické almanachy z let 1954, 1955, 1958 a 1959, Magazín Literárních novin 1961 a další, například …a když se řekne Voskovec (Kolín nad Rýnem, 1983), Podivuhodní kouzelníci (Purley– Londýn, 1987), Když se řekne Werich a když se řekne Voskovec (1990), Vavřín zelený i zlatý (1996) a Generace 45 (1997).
V roce 2019 vydalo nakladatelství Česká citadela v edici Pegas výbor z Fleischmannových veršů Nedokončená, které vybral a uspořádal básník Petr Žantovský.